# Bończa
Bończa [pronunciación en polaco: /ˈbɔɲt͡ʂa/] es un pueblo en el distrito administrativo de Gmina Kraśniczyn, dentro del condado de Krasnystaw, Voivodato de Lublin, en el este de Polonia. Se encuentra a unos 5 kilómetros este de Kraśniczyn, 21 kilómetros este de Krasnystaw, y 70 kilómetros al sureste de la capital regional Lublin.